# 阿什頓 (西維珍尼亞州)
阿什頓（英語：Ashton）是美國西維珍尼亞州梅森縣一個非建制地區，位於波因特普萊森（Point Pleasant）以南約15英里（24）並鄰近俄亥俄河以及西維珍尼亞州2號州道（West Virginia Route 2）。阿什頓以當地周邊種植的梣樹來命名，並設有一所郵政局，而其美國郵遞區號則是25503。